# Festival de la Cançó d'Eurovisió 2026
El Festival de la Cançó d'Eurovisió 2026 serà la 70a edició del Festival de la Cançó d'Eurovisió. Està previst que tingui lloc a Àustria, després de la victòria del país al festival del 2025 amb la cançó "Wasted Love" de JJ. Serà organitzat per la Unió Europea de Radiodifusió (EBU) i l'emissora amfitriona Österreichischer Rundfunk (ORF) Aquesta serà la tercera vegada que el país acull el concurs, ja que ho va fer anteriorment el 1967 i el 2015, tots dos celebrats a Viena.

## Organització

### Seu del festival
El 20 d'agost del 2025, la UER i l'ORF van anunciar Viena com a ciutat amfitriona. El recinte escollit és el Wiener Stadthalle, amb capacitat per a 16.000 persones i que serveix com a espai multiusos. Aquest recinte ja va ser utilitzat per albergar el Festival de la Cançó d'Eurovisió 2015.

#### Candidatures oficials i fase de licitació
Diferents ciutats d'Àustria van mostrar el seu interès a presentar la candidatura per albergar el festival. Viena, la capital del país que ja va ser seu del festival el 2015, va proposar novament el Wiener Stadthalle. La ciutat tirolesa Innsbruck va proposar l'OlympiaWorld Innsbruck com a recinte candidat. Graz, la segona ciutat més gran d'Àustria va proposar l'Stadhalle Graz. Les ciutats de Wels i Linz van voler presentar una candidatura conjunta que inclouria la construcció d'un recinte, ja que no en disposen, i seria construït a Welz, mentre que Linz es va oferir per ajudar en la capacitat hotelera. Oberwart, malgrat ser una ciutat més petita, va expressar el seu interès a ser seu del festival, concretament al Messe Oberwart. Finalment, St. Pölten, la capital de l'estat de Baixa Àustria va proposar el VAZ St. Pölten com a recinte per a l'esdeveniment.
El 14 de juliol de 2025 es va anunciar que les dues ciutats candidates per albergar el festival van ser Innsbruck i Viena. Finalment, el 20 d'agost, la UER i l'ORF van anunciar Viena com a ciutat amfitriona.

### Redisseny del logotip oficial

Logotip del Festival de la Cançó d'Eurovisió des del 2026.

El 18 d'agost del 2025, la UER va presentar un nou redisseny del logotip del Festival de la Cançó d'Eurovisió, que acompanyarà el certamen en els propers anys. El disseny original es va crear el 2004 i, encara que ha mantingut la seva essència, ha estat objecte de diverses actualitzacions, l'última el 2015. Aquest canvi es deu a la celebració del 70è aniversari del festival.

## Països participants
Per poder participar al Festival de la Cançó d'Eurovisió, un país ha de comptar amb una emissora nacional que sigui membre actiu de la Unió Europea de Radiodifusió (UER), capaç de rebre el senyal del certamen a través de la xarxa d'Eurovisió i d'emetre'l en directe a nivell nacional. La UER envia invitacions de participació a tots els membres actius.

Fins al juny de 2025, les emissores dels següents països han confirmat públicament la seva intenció de participar a la propera edició:

Cançons i selecció
| País i TV              | Títol original de la cançó | Artista | Procés i data de selecció |
| País i TV              | Traducció al Català        | Idiomes | Procés i data de selecció |
| ---------------------- | -------------------------- | ------- | ------------------------- |
| Albània RTSH           |                            |         |                           |
|                        |                            |         |                           |
| Alemanya NDR           |                            |         |                           |
|                        |                            |         |                           |
| Àustria ORF            |                            |         |                           |
|                        |                            |         |                           |
| Dinamarca DR           |                            |         |                           |
|                        |                            |         |                           |
| Espanya RTVE           |                            |         |                           |
|                        |                            |         |                           |
| Finlàndia Yle          |                            |         |                           |
|                        |                            |         |                           |
| Grècia ERT             |                            |         |                           |
|                        |                            |         |                           |
| Israel IPBC            |                            |         |                           |
|                        |                            |         |                           |
| Letònia LSM            |                            |         |                           |
|                        |                            |         |                           |
| Lituània LRT           |                            |         |                           |
|                        |                            |         |                           |
| Luxemburg RTL          |                            |         |                           |
|                        |                            |         |                           |
| Malta PBS              |                            |         |                           |
|                        |                            |         |                           |
| Noruega NRK            |                            |         |                           |
|                        |                            |         |                           |
| Països Baixos AVROTROS |                            |         |                           |
|                        |                            |         |                           |
| Regne Unit BBC         |                            |         |                           |
|                        |                            |         |                           |
| Sèrbia RTS             |                            |         |                           |
|                        |                            |         |                           |
| Suècia SVT             |                            |         |                           |
|                        |                            |         |                           |
| Suïssa SRG SSR         |                            |         |                           |
|                        |                            |         |                           |
| Xipre CyBC             |                            |         |                           |
|                        |                            |         |                           |

### Altres països
- Andorra – El 4 de febrer de 2025, l'emissora de ràdio catalana RAC 1 va informar que l'emissora catalana TV3 està en converses amb l'emissora andorrana RTVA per proposar-li col·laborar en un possible retorn d'aquesta última al concurs el 2026. Segons les informacions, es va proposar que el programa de talents musicals de TV3 Eufòria s'utilitzés per seleccionar el representant d'Andorra a Eurovisió. TV3 ha treballat anteriorment amb RTVA per seleccionar un representant per a la seva primera participació al concurs el 2004. De moment, ni TV3 ni RTVA han fet cap comentari sobre aquestes informacions. Andorra va participar per última vegada el 2009.
- Bèlgica – El 20 de maig de 2025, l'emissora flamenca VRT, que va participar per Bèlgica el 2025, va amenaçar de reconsiderar la seva participació futura si la UER no revisava el sistema de votació i específicament el procés de votació del 2025. Malgrat les grans esperances, no van aconseguir classificar-se per a la final del 2025. No és clar si l'emissora valona RTBF, que al seu torn participarà per Bèlgica el 2026, recolza la postura de la seva homòloga flamenca. Fins ara, la UER no ha discutit públicament si es durà a terme una revisió.
- Bòsnia i Hercegovina – El 13 de maig de 2025, l'excap de la delegació bosniana, Lejla A. Babović, va concedir una entrevista en què va explicar els motius pels quals l'emissora bosniana-hercegovina BHRT encara no pot organitzar el seu retorn al concurs. No obstant això, Babović va admetre que hi ha la possibilitat de tornar al concurs ja el 2026, afirmant: "Si paguem el deute al novembre [2025] i comencem a treballar seriosament per participar-hi, podem tornar el 2026, però calen esforços de la BHRT, l'estat, els patrocinadors i la gent per triar la cançó adequada i tornar com a competidors seriosos". Bòsnia i Hercegovina va participar per última vegada el 2016.
- Israel – El 20 de maig de 2025, les emissores neerlandeses AVROTROS i NPO van sol·licitar converses sobre la participació d'Israel en relació amb la guerra de Gaza en cursi la naturalesa apolítica del Festival de la Cançó.[3] Això va succeir un dia després que el primer ministre espanyol, Pedro Sánchez, demanés personalment que es prohibissin les participacions d'Israel. Queda per veure si les perspectives de participació d'Israel el 2026 es veuran afectades.
- Itàlia – El 22 de maig de 2024, l'emissora italiana RAI va confirmar que Carlo Conti havia estat seleccionat com a nou director artístic i presentador del Festival de Música de Sanremo per a les dues properes edicions; el 2025 i el 2026, respectivament. El festival ha servit durant molts anys com a format per seleccionar el representant d'Itàlia per a Eurovisió, però de moment l'emissora encara no ha confirmat formalment la seva participació.
- Letònia – El 2023, Liena Edwards, directora executiva de l' Associació de Productors de Música de Letó, va signar un acord amb l'emissora letona LTV, en què l'organització es comprometia a donar suport als representants de Letònia a Eurovisió amb 5.000 euros anuals del 2023 al 2026 perquè "la música letona arribi i s'escolti a tot el continent". De moment, l'emissora encara no ha confirmat formalment la seva participació.
- Luxemburg – El 26 de gener de 2025, l'emissora luxemburguesa RTL Lëtzebuerg, a través del seu compte oficial d'Eurovisió a Instagram, va publicar unes històries d'Instagram en què anunciaven que hi hauria una altra edició del Festival de la Cançó de Luxemburg el 2026, un format de selecció que s'utilitza des del retorn del país al concurs el 2024. El 19 de maig de 2025, RTL Lëtzebuerg va anunciar que encara no havia decidit si participaria en el concurs del 2026, però que estava en converses amb el govern de Luxemburg, que ha estat responsable de finançar la participació en el concurs des del seu retorn, i que es prendria una decisió final en les properes setmanes.
- Sèrbia – El 18 de juliol de 2024, l'emissora sèrbia RTS va publicar les regles per a la seva final nacional per al concurs del 2025, Pesma za Evroviziju '25 (PzE '25). Entre elles hi havia una norma que estableix que el guanyador del PzE '25 ha de lliurar el trofeu del PzE '26 al guanyador d'aquella edició, és a dir, al representant designat de Sèrbia per a Eurovisió 2026. Està pendent una confirmació oficial de la participació el 2026.
- Eslovènia – El 9 de març de 2024, Mario Galunič, editor de l'emissora eslovena RTVSLO, va redactar un document, un dels quals incloïa un pla per tornar a seleccionar participants eslovens per a Eurovisió a través de la final nacional EMA del 2025 al 2028. L'EMA es va organitzar finalment el 2025; està pendent una confirmació oficial de participació el 2026.
- Espanya – El 25 de febrer de 2025, José Pablo López, president de l'emissora espanyola RTVE, va anunciar canvis en la propera edició del Benidorm Fest, un format que ha servit ininterrompudament com a selecció d'Espanya per a Eurovisió des del 2022. De moment, l'emissora encara no ha confirmat formalment la seva participació.[4]